# Remigia santiagonis
Remigia santiagonis là một loài bướm đêm trong họ Erebidae.